# Артурас Каспутіс
Артурас Каспутіс (26 лютого 1967) — литовський велогонщик.
Олімпійський чемпіон 1988 року в командній гонці переслідування, учасник 1996, 2000 років.
Бронзовий призер Чемпіонату світу з трекових велоперегонів 1987 (індивідуальна гонка переслідування на 4 км), 1992 (індивідуальна гонка переслідування на 4 км) років.